# 歳岡孝士
歳岡 孝士（としおか たかし、1978年2月8日 - ）は鳥取県出身の俳優、脚本家、演出家。2009年に劇団Please Mr.マーベリックを立ち上げた。劇団はこれまでに様々な演劇祭で5回のグランプリを獲得している。
エフエムラジオ立川で「歳岡孝士のラジオドラマ土曜の劇場」という番組を2017年4月～2023年4月まで放送。トークではゲストに井上あずみ、ラジオドラマでは永澤菜教、伊藤栄次、小林尚臣などが出演していた。舞台では「だめんず・うぉ〜か〜（原作：倉田真由美）」「艶姿純情BOY（原作：藤沢とおる）」「名探偵サトラレ（原作：佐藤マコト）」などの漫画原作の脚本を手掛けたり、エフエムさがみ「テイクハートタイム」、富山エフエム放送の「西村まさ彦のドラマチックな課外授業」などのラジオ番組に脚本を提供している。

## 受賞歴
- 2011年7月第4回ルナティック演劇祭１位グランプリ受賞[1]
- 2012年1月SS-1グランプリ１位優勝、「最優秀脚本賞」「最優秀演出賞」受賞[2]
- 2013年2月ひつじ座30分劇場予選１位通過[3]
- 2013年6月第6回ルナティック演劇祭１位グランプリ受賞[4]
- 2016年1月ひつじ座30分劇場決勝１位優勝、「観客賞」受賞[5]
- 2024年8月中目黒演劇祭グランプリ1位優勝[6]

## 出演作品

### 舞台
2009年
- 劇団Please Mr.マーベリック「国士無双!!～ただしイケメンに限る～」

2010年
- 劇団Please Mr.マーベリック「逆襲のFOOD CHAIN！～たたかうイノチ～」

2011年
- 劇団Please Mr.マーベリック「僕だけの楽園をお願い博士～Please Mr.Maverick～」
- 劇団Please Mr.マーベリック「ラグナロク～神々の黄昏～」

2012年
- 集団as if～第11回公演「一握の紲」
- 世外今是 第一回公演「楽園の殺人 ～小劇場に愛を込めて～」
- 劇団CRACKPOT第五回公演「十二夜」
- 劇団あぁルナティックシアター「TOKYO BAKA EXPO 2012」

2013年
- 劇団Please Mr.マーベリック「楽園のエヴァンジェリオ」
- 劇団Please Mr.マーベリック「わるいひとたち」
- 劇団バッコスの祭「夢幻泡影江戸川乱歩」
- 演劇集団WHATCOLOR「ダイアナ2013」

2014年
- ミクヴェ乃ロマン社「トランス」
- カプセル兵団「月光条例」

2015年
- team☆G-VA「遺産遊戯！」

2016年
- 劇団CRACKPOT第十回公演「ディファイルド―毛の短い犬の便宜性―」
- 劇団Please Mr.マーベリック「逆襲のFOOD CHAIN」（再演）

2017年
- 劇団Please Mr.マーベリック「慾張り羊のシャグラン」

2018年
- WITHYOU第6回公演「是非に及ばず」
- カプセル兵団超外伝『ラーマーヤナ叙事詩』
- 劇団マリーシア兄弟「バンブーオブビッグ」
- 劇団Please Mr.マーベリック「演劇魂」
- 清月エンターテイメント朗読劇「この封印されしムスターヴェルク」

2019年
- 劇団Please Mr.マーベリック「極秘」
- 清月エンターテイメント朗読劇「この封印されしムスターヴェルク2」
- 清月エンターテイメント朗読劇「この封印されしムスターヴェルク3」
- 清月エンターテイメント朗読劇「ラグナロク」

2020年
- 清月エンターテイメント朗読劇「逆襲のFOOD CHAIN！」
- 劇団Please Mr.マーベリック「商人チャンドラ」

2022年
- 劇団Please Mr.マーベリック「何故、その女は水着になるのか」

2023年
- 株式会社L4主催公演「俺たちはどう生きるか！」

2024年
- 希望の星 第6回公演「グランマ」
- タレントボックス主催朗読劇「覚醒せし我らのヴェンデッタ」
- 清月エンターテイメント「名探偵サトラレ－復讐と秘密の暗号－」
- 劇団Please Mr.マーベリック「インフェクター・Ｚ！」

2025年
- タレントボックス主催朗読劇「禁秘のフェアリィテイル」

## 演出作品
劇団Please Mr.マーベリックの作品はすべて演出。

### 舞台
2015年
- team☆G-VA「遺産遊戯！」

2017年
- WITHYOU第5回公演「くらいところでお見合い」

2018年
- WITHYOU第6回公演「是非に及ばず」
- 清月エンターテイメント朗読劇「この封印されしムスターヴェルク1」

2019年
- 清月エンターテイメント朗読劇「この封印されしムスターヴェルク2」
- 清月エンターテイメント朗読劇「この封印されしムスターヴェルク3」
- 清月エンターテイメント朗読劇「ラグナロク」

2020年
- 清月エンターテイメント朗読劇「逆襲のFOOD CHAIN！」
- ACE×清月エンターテイメントPresents「だめんず・うぉ〜か〜2020」
- 清月エンターテイメント朗読劇「ソング・オブ・ラブ・アクチュアリー」

2021年
- 清月エンターテイメント朗読劇「僕と彼女の残酷な嘘」
- 清月エンターテイメント朗読劇「艶姿純情BOY」
- KとSプロデュース公演「未来旅行社はじめました」（笹浦暢大と共同演出）

2022年
- 特定非営利活動法人文化芸術教育支援センター「令和版だめんずウォーカー2022」
- JAPAN BEST TV株式会社「TAPS2」
- JAPAN BEST TV株式会社 朗読劇「猫でござる」

2023年
- Yellow Brick Road ミュージカル「世界は想いでできている」（笹浦暢大と共同演出）
- 株式会社L4主催公演「俺たちはどう生きるか！」
- 清月エンターテイメント朗読劇「クリスマス・キャロル」

2024年
- タレントボックス主催朗読劇「覚醒せし我らのヴェンデッタ」
- 清月エンターテイメント朗読劇「名探偵サトラレ－復讐と秘密の暗号－」
- JAPAN BEST TV株式会社 朗読劇「猫でござる2」
- タレントボックス主催朗読劇「禁秘のフェアリィテイル」

- 清月エンターテイメント朗読劇「令和版だめんずウォーカー2024」

|2025年|
- 松本京プロデュース公演「ものまねスター誕生」
- 清月エンターテイメント朗読劇「令和版だめんずウォーカー2025」

## 脚本作品
劇団Please Mr.マーベリックの作品はすべて執筆（省略）

### 舞台
- 「遺産遊戯！」（2015年）
- 「是非に及ばず」（2018年）
- 「この封印されしムスターヴェルク1～3」（2018～2019年）
- 「だめんず・うぉ〜か〜2020」（2020年）
- 「令和版だめんずウォーカー2022」（2022年）
- 「TAPS2」（2022年）
- 「世界は想いでできている」（2023年）
- 「俺たちはどう生きるか！」（2023年）
- 「朗読劇 「クリスマス・キャロル」（原作・チャールズ・ディケンズ）（2023年）
- タレントボックス「覚醒せし我らのヴェンデッタ」
- 「名探偵サトラレ－復讐と秘密の暗号－」（2024年）
- タレントボックス「禁秘のフェアリィテイル」
- 清月エンターテイメント朗読劇「令和版だめんずウォーカー2024」
- 松本京プロデュース公演「ものまねスター誕生」
- 清月エンターテイメント朗読劇「令和版だめんずウォーカー2025」

### ラジオドラマ
- 「商人チャンドラ」（全9話）（2013年・エフエムさがみ）
- 「紺碧のルトロヴァイユ」（2014年・エフエムさがみ）
- 「恩寵のエクスピアシオン」（2014年・エフエムさがみ）
- 「戻る男」（2014年・エフエムさがみ）
- 「ハイスペック彼女」（2015年・エフエムさがみ）
- 「これから正義の話をしようゼ」（2015年・エフエムさがみ）
- 「友情の味」（2015年・エフエムさがみ）
- 「この、豚女」（2015年・エフエムさがみ）
- 「逆襲のFOOD CHAIN！」（全5話）（2015年・エフエムさがみ）
- 「パニッシュメント！」（2015年・エフエムさがみ）
- 「悪魔に願いを」（2015年・エフエムさがみ）
- 「真っ赤な嘘」（2016年・エフエムラジオ立川）
- 「原子力彼女」（2016年・エフエムラジオ立川）
- 「国士無双！」（全6話）（2016年・FM HOT 839）
- 「月刊マーベリック」（2016年・FM HOT 839）※毎月第3月曜に放送していた。
- 「アンドロイドケータイ」（2017年・FM HOT 839）
- 「理系女プリンセス」（2017年・FM HOT 839）
- 「覇者のエルプシャフト」（2017年・FM HOT 839）
- 「キタノハナシ～北編～」（2017年・エフエムラジオ立川）
- 「キタノハナシ～米編～」（2017年・エフエムラジオ立川）
- 「ラグナロク」（全6話）（2017年・エフエムラジオ立川）
- 「エコエエコ」（2018年・エフエムラジオ立川）
- 「ハイスペック彼女2018」（2018年・エフエムラジオ立川）
- 「来訪者」（2019年・エフエムラジオ立川）

- 「素晴らしき哉、学生！」（2019年・富山エフエム放送、西村まさ彦のドラマチックな課外授業）
- 「スクールカースト・センセーション」（2019年・同上）
- 「人生が二度あれば」（2019年・エフエムラジオ立川）
- 「俺たちの敵討ち」（2020年・富山エフエム放送、西村まさ彦のドラマチックな課外授業）
- 「解決！うさぎ先輩」（2021年・富山エフエム放送、西村まさ彦のドラマチックな課外授業）
- 「あとは沈黙」（2021年・エフエムラジオ立川）
- 「2022年からの、転校生」（2022年・富山エフエム放送、西村まさ彦のドラマチックな課外授業）
- 「無人島にたどり着いた私たちに必要なのは」（2023年・富山エフエム放送、西村まさ彦のドラマチックな課外授業）
- 「食べることとは生きること！」（2024年・富山エフエム放送、西村まさ彦のドラマチックな課外授業）
- 「ＡＩがある！～未来を見た少女～」（2024年・富山エフエム放送、西村まさ彦のドラマチックな課外授業）
- 「杏奈が来た日」（2025年・富山エフエム放送、西村まさ彦のドラマチックな課外授業）